# Siny Fall
Pour les articles homonymes, voir Fall.
Siny Fall, née le 12 mai 1990, est une karatéka sénégalaise.

## Carrière
Siny Fall est médaillée de bronze en kumite dans la catégorie des plus de 68 kg et médaillée d'or en kumite par équipes aux Jeux africains de 2011 à Maputo.
Elle est médaillée de bronze dans la même catégorie aux championnats d'Afrique 2012 à Rabat.